# Jenő Barcsay
Jenő Barcsay (* 14. Januar 1900 in Katona, Königreich Ungarn; † 2. April 1988 in Szentendre) war ein ungarischer Maler, Grafiker, Zeichner und Fachschriftsteller.

## Leben und Werk
Barcsay begann seine Laufbahn mit einer Klavierausbildung 1918 am Konservatorium Marosvásárhely.
Zwischen 1920 und 1926 studierte er an der Hochschule für Bildende Kunst (heute: Ungarische Akademie der Bildenden Künste) in Budapest Malerei bei János Vaszary und Gyula Rudnay, sowie Grafik bei Viktor Olgyai.
Ein Aufenthalt in Paris 1926/27 und Rom 1928/30, das er über ein Stipendium finanzierte, prägten seine Stilbildung. Ab dem Sommer 1925 bis 1928 war Barcsay in der Künstlerkolonie Hódmezővásárhely  aktiv, und seit 1929 in Szentendre und Budapest. Von 1931 bis 1945 war er Zeichenlehrer an der gewerblichen Berufsschule in Budapest. Von 1945 bis 1974 hatte Barcsay die Professur für anatomisches Zeichnen an der heutigen Ungarischen Akademie für Bildende Künste in Budapest inne.
Seit 1966 unterhielt er ein Atelierhaus in Szentendre. In Szentendre ist als öffentliche Ausstellung die Sammlung Barcsay (Barcsay Gyűjtemény) mit Werken des Künstlers zu besichtigen.

## Stilistische Entwicklung
Erste Genrebilder Barcsays, die noch von Gyula Rudnays romantisierendem Stil beeinflusst waren, sind lyrische Landschaften der ungarischen Tiefebene.
Das Paris-Erlebnis (Cézanne) und Italien mit seinen Renaissance-Fresken hinterlassen nachhaltige Eindrücke für einen klaren Bildaufbau und eine ausgewogene Farbsprache.
Der zweite Parisaufenthalt mit dem Erlebnis Picasso, Henri Matisse und dem Kubismus beeinflusst entscheidend Barcsay weiteres Schaffen.
1929 in Szentendre verbindet er kontrastreich räumliche Naturerleben und flächenhaft-prismatische Dekorativität (zuerst als Kohle-Zeichnung dann in Öl) mit konstruktivistischen Elementen, ohne die Bindung zum Realismus der Tiefland-Maler und zu den düsteren, strukturierten Landschaften István Nagys zu verleugnen. Erfolglos sind vorerst Versuche, in figürl. Darstellung konstruktivistische und expressive Bildelemente zu vereinen (z. B. Drei Arbeitermädchen, 1938, 200 × 135 cm, Bild von Barcsay zerstört).
Ende der 1930er Jahre findet bei Barcsay eine Hinwendung zu einer düster-erregten Natur-Romantik, vorrangig in Stillleben und nächtlich-visionären Straßenszenen, in denen Menschen nur noch als Distanzfiguren auftreten (z. B. Weiße Lichter, Pastell/Tempera, 1944).
Nach 1945 war Barcsay ein führender Vertreter der konstruktivistischen Richtung der ungarischen Europa-Schule, der seine Bemühungen um eine freie Kunst trotz staatlichen Verbots der Schule fortsetzt. Mit einer Malauffassung, die der neuen ungarische Architektur angelehnt war, führt Barcsay die Konstruktivität bis an die Grenze nonfigurativer Malerei, z. B. in gitterhaft strukturierten Stadtlandschaften.
Am Anfang der 1960er Jahre gelangen sein gefühlsbetonter Lyrismus und die Neigung zur konstruktiven Abstraktion zur Synthese:
Die Sehnsucht des Menschen nach Gemeinschaft kommt in der Schönheit wie Zerrissenheit der figürlichen Anlage und dem subtilen Kolorismus zum Tragen (Mosaikentwurf Frauen I, vor goldenem Grund, Öl/Holz, 1963).
Das Spätwerk erscheint dagegen formal und farblich stark reduziert im Kolorit, um Grundfragen des menschlichen Daseins allgemeingültig auszudrücken (z. B. Ahnung und Vergehen, Öl, 1973, Teile eines Triptychons).
Als Erbe der ungarischen Avantgarde entwickelte er aus seiner engen Verbindung mit Szentendre einen eigenständigen natürlichen Neokonstruktivismus, der in seiner lebenserfüllten Materialität und Kompaktheit die europäischen Moderne maßgebend bereicherte.
Barcsay errang außerdem mit seinen in viele Sprachen übersetzten Kunstbänden internationale Anerkennung. Seine bekannteste Buchveröffentlichungen ist wohl ein Bilderband zur Anatomie-Zeichnung „Művészeti anatómia“ das beim Córvin Verlag 1967 herausgegeben wurde, und als Standardliteratur für Kunststudenten bis heute Geltung hat.

## Ausgestellte Werke (Auszug)
- Baja: I.Türr-Museum
- Budapest: Nationalgalerie: zahlreiche Zeichnungen und Gemälde, u. a. Hügellandschaft, Öl, 1934; Weiße Lichter, 1944; Fabrik, Öl/Lw., 1946; Bildkonstruktion (Blau-Variationen), Öl/Lw., 1966; In der Loge, Öl/Lw., 1969. – Nationaltheater: Marmormosaik, 1966. – Historisches Museum: Brauner Kopf, Öl/Lw., 1960; Mosaikentwurf für Szentendre, 1968. – Újpest, Schwimmbad: Mosaik, 1974/75. – Rákoskeresztúr, Standesamt: Mosaikwand.
- Debrecen: Déri-Museum
- Kaposvár: Joszef Rippl-Rónai-Museum: Arbeiten, Ende 20er/Anfang 30er Jahre.
- Kecskemét: Galerie: u. a. Nachlaß.
- London: British Museum
- Miskolc: Technische Universität, Bibliothek: Frauen, Marmormosaik, 1963.
- Nagykanissza: G.Thury-Museum – Bilder-Galerie
- Pécs: Moderne Galerie: zahlreiche Landschaften und Ortsansichten von Szentendre; Mosaik-Skizze (Frauen), Öl, 1968; Triptychon I-III, Öl, 1979.
- Szeged: F.Móra-Museum: Flucht, Öl.
- Székesfehérvár: Stadt-Museum: u. a. Rhythmus der Formen, Öl, 1971.
- Szentendre: J.Barcsay-Museum: ständige Ausstellung, ca. 150 Gemälde, 70 Graphiken, Entwürfe für Fresken, Mosaike, Teppiche, Nachlaß. – K.Ferenczy-Museum: Arbeitermädchen, Öl, 1928. – Kulturhaus: Mosaik, 1973–75.
- Várpalota: Gy.Nagy-Galerie

Quelle:

## Ausstellungen (Auszug)
- 1925, '32, '36, '38, '41, '43, '66 Ernst-Museum Budapest
- 1932 Tamás-Galerie Budapest
- 1944 Alkotás-Künstlerklub Budapest
- 1947 Künstler-Galerie, Budapest
- 1957 Salon der Nationalgalerie, Budapest
- 1964 Dürer-Saal, Gyula
- 1970,'82 Kunsthalle Budapest
- 1975 Hatvan
- 1976 Dunaújváros
- 1983 F. Móra-Museum, Szeged

Quelle:

## Gruppenausstellungen (Auszug)
- 1927, '34 (Preis), '40 Nationalsalon: Künstlergruppe KÉVE, Budapest
- 1985 Ungarische Nationalgalerie, Budapest
- 1929, '64 (Preis), '80 Biennale, Venedig
- 1937 V.& A. Museum: Ungarische Kunst, London
- 1955–65 Hódmezővásárhely (1955 Auszeichnung)
- 1964 XXXII. Biennale, Venedig (mit Kálmán Csohány und György Segesdy)
- 1966 Exposition de Peinture, Sculpture et Arts Graphiques Hongrois du Xe au XXe siecle, Paris
- 1968 Ungarische Kunst der Gegenwart, Museum Volkwang, Essen
- 1969 I. Biennale der Konstruktivisten, Nürnberg
- 1975 Kunst-Museum: Ungarische Kunst zwischen 1900 und 1950, Luzern
- 1976 XXXVII. Biennale, Venedig
- 1980 XXXIX. Biennale, Venedig
- 1988 Zeitgenössische ungarische Kunst, Wien

Quelle:

## Bibliographisches Eigenwerk
- Szükségem van a természetre (Ich brauche die Natur), in: Az új magyar művészet önarcképe, Budapest, 1946, 32
- Ember és drapéria (Mensch und Draperie), Budapest, 1958
- Forma és tér (Form und Raum), Budapest, 1966
- Művészeti anatómia, Budapest, 1967

## Bibliographie (Auswahl)
- Vo5, 1961.
- MuevLex I, 1965.
- MuevÉlet 1985.
- LdK I, 1987.
- MagyFestAdat, 1988.
- Who’s who in the socialist countries of Europe, I, M. 1989. – I.Genthon, Barcsay Jenö, Művészettörténeti Értesitő 7:1958(2)104-115.
- Ebd., Acta historiae artium 9:1963, 371-392.
- László, Gy.: Barcsay, Bp. 1963.
- Németh, L.: Moderne ungarische Kunst, Budapest, 1969.
- Petényi, K.: Barcsay Jenö, Budapest, 1974.
- László, Gy.: Művészet 15:1974(2)3-29.
- Bojár, I.: Barcsay Jenö szentendrei mozaikja, Budapest, 1975.
- Körner, E.: Szentendre – differenciált egység?, Budapest, 1976, 6-9.
- Czapó, G.: Művészek, műhelyek, Budapest, 1979, 15-18 (Interview).
- Salamon, N.: Művészet 25:1984(10)36.
- Kontha, S. (Ed.): Magyar művészet 1919-1945, I, Budapest, 1985.
- Petényi, K.: Barcsay Jenö, Budapest, 1986.
- Feuer, G.: Művészet 28:1987(10)50.
- Lóska, I.: Művészet 29:1988(5)51, 55.
- Nagy, Z.: Művészet (9)20-27.
- Sík, C.: Művészet 31:1990(2)25.